# Accordo di Bled
L'accordo di Bled (noto anche come "trattato Tito-Dimitrov") fu un accordo firmato il 1º agosto 1947 a Bled, nella Repubblica Popolare slovena, Repubblica Federale di Iugoslavia. Venne firmato da Georgi Dimitrov, leader bulgaro, e Josip Broz Tito, leader jugoslavo, che aprì la strada alla futura unificazione tra gli stati in una nuova Repubblica Federativa Balcanica. Previde anche l'unificazione della Macedonia di Vardar e della Macedonia Pirin e il ritorno delle Terre Esterne Occidentali alla Bulgaria. L'accordo abolì i visti e consentì un'unione doganale. Fu anche la prima volta che la Bulgaria riconobbe i macedoni etnici e la lingua macedone.
Questi accordi segnarono le reciproche aspirazioni e i tentativi di sviluppare nuove relazioni tra i due paesi. Le due parti convennero che il governo avrebbe preso il controllo della Bulgaria per garantire i diritti dei macedoni etnici nella Macedonia di Pirin (oggi provincia di Blagoevgrad) nel libero sviluppo economico e culturale nazionale.
L'accordo di Bled venne accettato con il Trattato di amicizia, cooperazione e mutua assistenza tra la Jugoslavia e la Repubblica popolare di Bulgaria, firmato e pubblicato a Evksinograd. Il trattato contiene: vari accordi sulla cooperazione economica, sull'agevolazione doganale, accordo per la preparazione di un'unione doganale, sull'agevolazione degli attraversamenti di frontiera, sull'attraversamento delle frontiere della popolazione e della cittadinanza tra i due paesi. Il governo jugoslavo rinunciò a $ 25 milioni di danni di guerra dovuti dalla Bulgaria.
Le politiche risultanti dall'accordo furono invertite dopo la scissione di Tito-Stalin nel giugno 1948, quando la Bulgaria, essendo subordinata agli interessi dell'Unione Sovietica, prese posizione contro la Jugoslavia. Quando la campagna del Cominform contro la Jugoslavia recise la leadership del partito comunista jugoslavo, il governo della Repubblica popolare di Bulgaria il 1º ottobre 1949 cancellò il Trattato di amicizia, cooperazione e assistenza reciproca di Bled con tutti gli accordi. Un documento della CIA del novembre 1948, recentemente declassificato, delinea le tensioni tra i due paesi e le prospettive del popolo della Macedonia jugoslava, in cui sono state condotte repressioni di massa contro i locali filo-bulgari.